# Johann Michael Feder
Johann Michael Feder (* 25. Mai 1753 in Oellingen; † 6. Juli 1824 in Würzburg) war ein deutscher römisch-katholischer Geistlicher und Hochschullehrer.

## Leben
Johann Michael Feder erhielt im Knabenseminar des Juliusspitals in Würzburg seine schulische Ausbildung.
Er studierte an der Universität Würzburg katholische Theologie und trat 1772 in das Kilianeum ein; am 26. Juni 1777 erwarb er sein Lizentiat und am gleichen Tag erfolgte auch seine Priesterweihe.
Nachdem er als Kaplan im Juliusspital in Würzburg, in Freudenberg, Limbach und Gerolzhofen einige Jahre in der Seelsorge tätig war, wurde er 1786 zum außerordentlichen Professor der orientalischen Sprachen und Exegese in der theologischen Fakultät der Universität Würzburg ernannt; am 1. Mai 1786 promovierte er zum Dr. theol.
1795 erfolgte, als Nachfolger des verstorbenen Anton Joseph Roßhirt, seine Ernennung zum ordentlichen Professor der Moraltheologie und Patristik; ab dem 25. Juli 1802 besetzte er den vakanten Lehrstuhl für orientalische Sprachen von Gregor von Zirkel, den er schon seit 1800 vertreten hatte. Mit der Säkularisation wurde er am 11. November 1803 als Professor entlassen und auch trotz Widerspruchs bei Graf Maximilian von Montgelas 1806, nicht mehr eingestellt.
Seit 1791 war er, als Nachfolger von Johann Philipp Gregel (1750–1841), Direktor (Oberbibliothekar) der Universitätsbibliothek Würzburg; am 25. Juni 1804 wurde er von Graf Maximilian von Montgelas in seinem Amt provisorisch bestätigt.
1811 wurde er, nach einem Schlaganfall, als Leiter der Universitätsbibliothek pensioniert.

### Schriftstellerisches Wirken
Johann Michael Feder veröffentlichte verschiedene Übersetzungen aus dem Französischen aus der altchristlichen Literaturgeschichte und redigierte von 1788 bis 1792 die Würzburger Gelehrten Anzeigen; außerdem gab er von 1791 bis 1797 ein Magazin zur Beförderung des Schulwesens im katholischen Deutschland heraus.

## Mitgliedschaften
- Johann Michael Feder war Präses der Akademischen Marianischen Sodalität.[1]
- Er war Mitglied der Deutschen Gesellschaft in Mannheim.

## Schriften (Auswahl)
- Thomas Holtzclau, Johann Michael Feder: Pro Conseqvenda Doctoratvs Theologici Licentia Canticvm Prophetae Habacvc Ex Hebraeo Latinvm Facit, Thesesqve Selectas Ex Vniversa Theologia Defendit Praeside Thoma Holzclav, Ioannes Michael Feder Wircebvrgi, In Avditorio Theologico, Die Ianvarii MDCCLXXVII. Horis Ante Et Post Meridiem Consvetis. Würzburg 1777.
- Peregrinens Abhandlung über das Alterthum und die Allgemeinheit des katholischen Glaubens, den unheiligen Neuheiten aller Ketzer entgegengesetzt, oder Vinzenzens von Lerins Erinnerung. Bamberg 1785.
- De Nexu Studii Exegetici cum Publica Religionis Doctrina Dissertatio. Würzburg 1786.
- Des heiligen Johannes Chrysostomus Kirchenvaters und Erzbischofs zu Konstantinopel Reden über das Evangelium des heiligen Matthäus. Augsburg 1787.
- Soll ein Theologe auch ein Belletrist seyn? Ein Programm. Würzburg 1787. (Digitalisat)
- Zehn Reden von der göttlichen Fürsicht. Nürnberg 1788.
- Magazin zur Beförderung des Schulwesens im katholischen Teutschlande, 3 Bände. Würzburg, 1791–1794.
- Fasten-Predigten. Weimar 1796.
- Sammlung Classischer der Moral angehöriger Bibeltexte. 1796.
- Vorlesungen über die Führung des Pastoralamtes. Würzburg 1803.
- De dignitate, quae in munere pastorali inest, oratio: recitata in aula academica anno MDCCCII III Calend. Sept. Bamberg 1803.
- Die allergemeinsten Aeußerungen der Nächstenliebe: in einem Curse von Fastenpredigten in der Universitätskirche zu Wirzburg dargestellt. Würzburg 1803.
- Heinrich Braun; Johann Michael Feder: Die Heilige Schrift des Alten Testamentes. Würzburg 1803.
- Lebensgeschichte Fenelons, Band 1, Band 2, Band 3. Würzburg 1811–1812.
- Unglück und Mitleid: ein Gedicht. Würzburg 1813.
- Jacob Benignus Bossuet, Bischofes von Meaux, Lebensgeschichte: nach Originalhandschriften verfasset. Sulzbach 1820.